# Rocconota sextuberculata
Rocconota sextuberculata är en insektsart som beskrevs av Carl Stål 1859. Rocconota sextuberculata ingår i släktet Rocconota och familjen rovskinnbaggar. Inga underarter finns listade i Catalogue of Life.